# 圣伯努瓦
圣伯努瓦（法語：Saint-Benoît，發音：[sɛ̃ bənwa] ⓘ），法国海外省留尼汪的一个市镇，同时也是该省的一个副省会，下辖圣伯努瓦区，其市镇面积为229.61平方公里，2022年1月1日时人口数量为37,585人，在法国市镇中排名第212位。
圣伯努瓦位于留尼汪岛东北部，濒临印度洋，是一个区域性的中心城市，因当地的热带农场而闻名。

## 地名来源
“圣伯努瓦”一名来源于18世纪的留尼汪执政者皮埃尔-伯努瓦·迪马。

## 历史

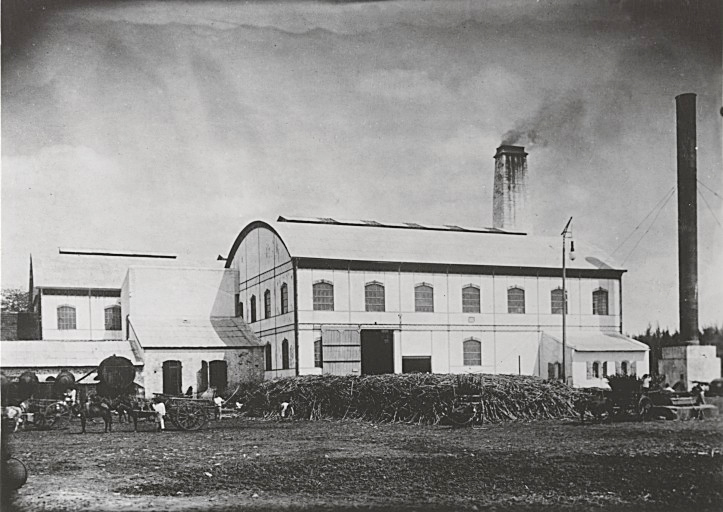
19世纪末的博丰工厂

圣伯努瓦的早期历史尚不清楚，其所处的留尼汪岛于16世纪末被欧洲殖民者发现，成为印度之路上的一个中途岛，1663年，留尼汪成为法兰西王国领土，并被命名为“波旁岛”。公元1730年，留尼汪执政者皮埃尔-伯努瓦·迪马创建圣伯努瓦堂区。18世纪末，当地植物学家约瑟夫·于贝尔发现圣伯努瓦地区土壤肥沃，此后该地被开辟出多处种植园。法国大革命后，圣伯努瓦成为波旁岛的一个市镇。1815年，东河以东的圣罗斯从圣伯努瓦被划出成为独立市镇。1834年，圣伯努瓦境内建成了制糖厂博丰工厂。1848年，波旁岛更名为留尼汪岛，当地执政者宣布废除奴隶制。1882年，一条地方铁路线曾联通圣伯努瓦。1950年，圣伯努瓦发生一起特大火灾，其重建工程直至20世纪60年代才完成。1968年，圣伯努瓦被设立为留尼汪的一个副省会。1996年，博丰工厂关闭。

## 地理

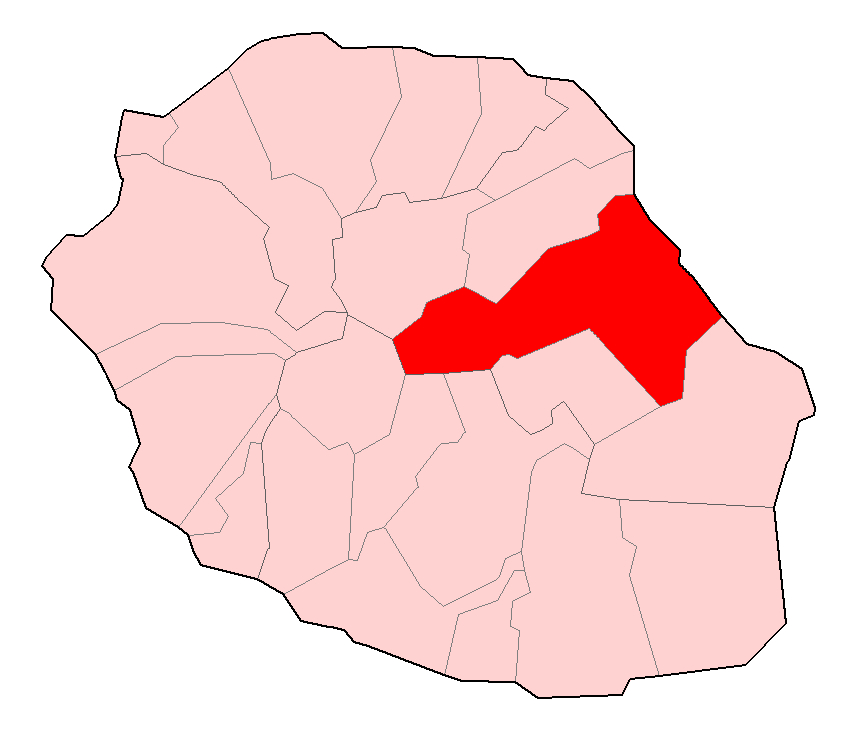
圣伯努瓦市镇在留尼汪的位置

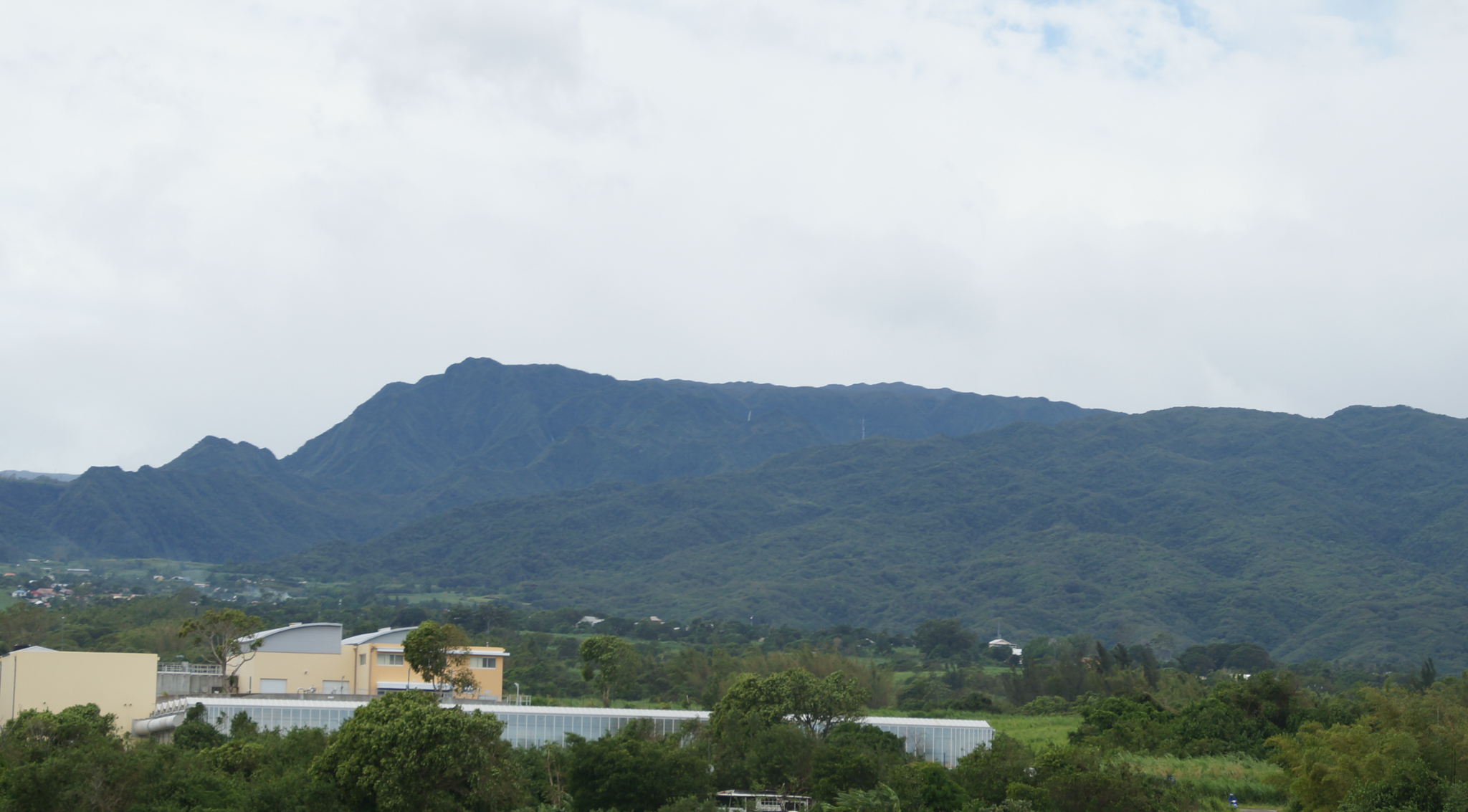
远眺克拉泰尔山

圣伯努瓦位于留尼汪东北部，距离省会圣但尼大约38公里。与圣伯努瓦接壤的市镇包括：布拉帕农、萨拉济、锡拉奥斯、昂特尔德、勒唐蓬、拉普兰德帕尔米斯特和圣罗斯。

### 地形
圣伯努瓦位于留尼汪岛东北部腹地，境内平原和山地相见分布，市镇中心所处的滨海地带地势较为平坦，市镇管辖范围覆盖了岛屿内部的克拉泰尔山（Massif de Cratère），全境海拔在0到2,478米之间。

### 水文
莱马尔苏安河自西向东流经圣伯努瓦镇中心并在此注入印度洋，另有东河自西南向东北流经市镇南界。

### 植被
圣伯努瓦属于热带森林区，市镇范围内的大部分非城市及水域的区域均被森林覆盖。
在鲜花城市的评比中，圣伯努瓦暂未被评级。

### 气候
圣伯努瓦在柯本气候分类法中属于带有热带雨林特征的热带干湿季气候（Aw），当地全年降水充足但变化明显。
圣伯努瓦境内设有气象站，以下为该气象站的数据（其中日照数据取自38公里外的圣但尼气象站）：
| 圣伯努瓦1981年－2019年 | 圣伯努瓦1981年－2019年 | 圣伯努瓦1981年－2019年 | 圣伯努瓦1981年－2019年 | 圣伯努瓦1981年－2019年 | 圣伯努瓦1981年－2019年 | 圣伯努瓦1981年－2019年 | 圣伯努瓦1981年－2019年 | 圣伯努瓦1981年－2019年 | 圣伯努瓦1981年－2019年 | 圣伯努瓦1981年－2019年 | 圣伯努瓦1981年－2019年 | 圣伯努瓦1981年－2019年 | 圣伯努瓦1981年－2019年 |
| 月份                   | 1月                    | 2月                    | 3月                    | 4月                    | 5月                    | 6月                    | 7月                    | 8月                    | 9月                    | 10月                   | 11月                   | 12月                   | 全年                   |
| ---------------------- | ---------------------- | ---------------------- | ---------------------- | ---------------------- | ---------------------- | ---------------------- | ---------------------- | ---------------------- | ---------------------- | ---------------------- | ---------------------- | ---------------------- | ---------------------- |
| 历史最高温 °C（°F）    | 33.7 (92.7)            | 34.1 (93.4)            | 33.9 (93.0)            | 33.4 (92.1)            | 32 (90)                | 31.8 (89.2)            | 30 (86)                | 29.7 (85.5)            | 29.7 (85.5)            | 30.1 (86.2)            | 33.8 (92.8)            | 33 (91)                | 34.1 (93.4)            |
| 平均高温 °C（°F）      | 29.9 (85.8)            | 30.1 (86.2)            | 29.7 (85.5)            | 29 (84)                | 27.4 (81.3)            | 25.8 (78.4)            | 24.7 (76.5)            | 24.8 (76.6)            | 25.4 (77.7)            | 26.3 (79.3)            | 27.4 (81.3)            | 28.9 (84.0)            | 27.5 (81.5)            |
| 日均气温 °C（°F）      | 26.1 (79.0)            | 26.3 (79.3)            | 25.8 (78.4)            | 25 (77)                | 23.4 (74.1)            | 21.7 (71.1)            | 20.8 (69.4)            | 20.9 (69.6)            | 21.4 (70.5)            | 22.4 (72.3)            | 23.5 (74.3)            | 25 (77)                | 23.5 (74.3)            |
| 平均低温 °C（°F）      | 22.3 (72.1)            | 22.4 (72.3)            | 21.9 (71.4)            | 21 (70)                | 19.4 (66.9)            | 17.6 (63.7)            | 16.9 (62.4)            | 17 (63)                | 17.5 (63.5)            | 18.5 (65.3)            | 19.6 (67.3)            | 21.2 (70.2)            | 19.6 (67.3)            |
| 历史最低温 °C（°F）    | 17.4 (63.3)            | 17.2 (63.0)            | 17.6 (63.7)            | 15.8 (60.4)            | 13.3 (55.9)            | 12.2 (54.0)            | 10.5 (50.9)            | 11.4 (52.5)            | 12 (54)                | 12.8 (55.0)            | 14.9 (58.8)            | 16.9 (62.4)            | 10.5 (50.9)            |
| 平均降水量 mm（）      | 440.4 (17.34)          | 620.8 (24.44)          | 481.7 (18.96)          | 388.6 (15.30)          | 259.9 (10.23)          | 185.9 (7.32)           | 191.5 (7.54)           | 153.2 (6.03)           | 152.1 (5.99)           | 130.4 (5.13)           | 172 (6.8)              | 355 (14.0)             | 3,531.5 (139.04)       |
| 月均日照時數           | 216.6                  | 194.7                  | 215.3                  | 220                    | 212.6                  | 215.8                  | 221.7                  | 210.9                  | 208.1                  | 210.3                  | 211.2                  | 219.7                  | 2,556.9                |
| 来源：infoclimat.fr    |                        |                        |                        |                        |                        |                        |                        |                        |                        |                        |                        |                        |                        |

## 行政区划
圣伯努瓦的市镇编号为97410，邮政编号为97437及97470。
在行政管理方面，圣伯努瓦隶属于法国海外省留尼汪，同时也是该省的一个副省会，下辖圣伯努瓦区；在地方选举方面，圣伯努瓦是圣伯努瓦第一县和圣伯努瓦第二县的中央投票站所在地，其市镇范围全境被划入留尼汪第五选区；在社会管理方面，圣伯努瓦是东留尼汪市际城市圈公共社区的办公驻地。
圣伯努瓦市镇被划为六个街区，并实行街区自治制度。截至2024年2月，圣伯努瓦市镇范围内的拉克雷索尼耶尔-右岸街区（La Cressonnière, Quartier Rive droite）为城市敏感街区；圣伯努瓦右岸（Rive Droite de Saint-Benoît）和圣安娜（Sainte-Anne）两个街区为城市政策优先街区。
法国国家统计与经济研究所（简称）在进行数据统计时，将圣伯努瓦市镇单独设为圣伯努瓦城市核心区（Unité urbaine de Saint-Benoît）及圣伯努瓦城市区（Aire urbaine de Saint-Benoît）。自2020年起，圣伯努瓦城市区被包含3个市镇的圣伯努瓦城市辐射区代替。此外，还将圣伯努瓦市镇分为了14个“块区”（IRIS），以便于统计人口分布情况。

## 交通

### 公路
留尼汪地方道路N2线、N3线及省道D3线、D53线、D54线、D56线在圣伯努瓦境内交汇。留尼汪城际客运E1线、E2线、S1线和S2线经停圣伯努瓦，可通往圣但尼、圣皮埃尔、勒唐蓬等地。
2020年，56.7%的圣伯努瓦家庭拥有至少一辆私人汽车。2021年，圣伯努瓦境内共发生各类交通事故13起，造成16人受伤，其中12人重伤。
| 圣但尼 | 39 |

| 圣皮埃尔 | 59 |

| 勒唐蓬 | 50 |

### 铁路
截至2024年2月，圣伯努瓦尚无任何铁路，原有规划于2009年放弃。

### 航空
圣伯努瓦距离留尼汪罗兰·加洛斯机场的公路里程大约31.5公里。

### 城市公共交通
圣伯努瓦城市公共交通（商业名称为）是当地的城市公共交通系统。截至2024年2月，该系统共包括数十条公交线路，其中公交1路、1E线、11至20路、49路和65路经过圣伯努瓦市区。

## 政治

### 市政内阁

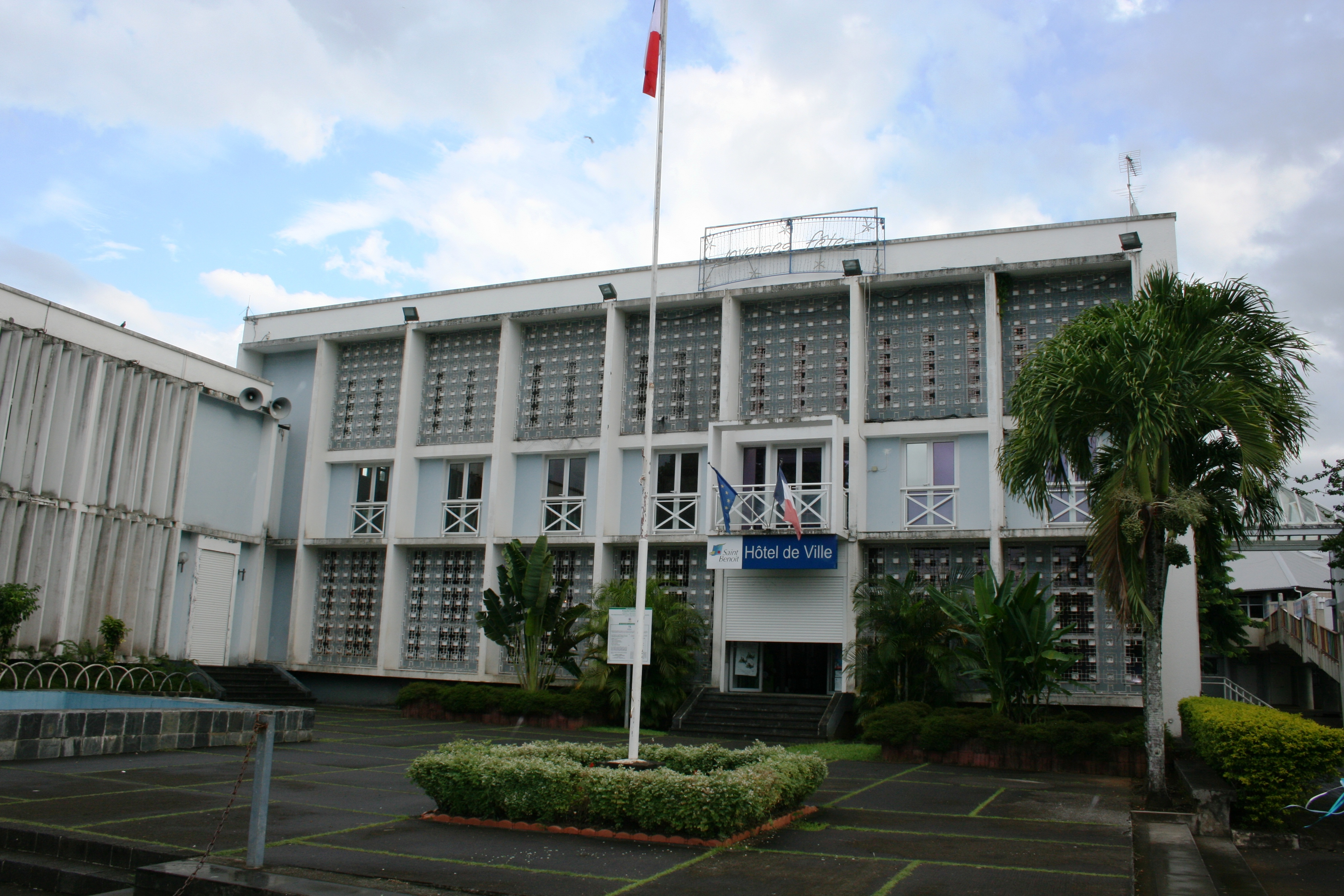
圣伯努瓦市政厅

圣伯努瓦的现任市长为帕特里斯·塞利先生（Patrice SELLY），他是一名无党派人士，在2020年的市政选举中获得了43.05%的支持率。
| 圣伯努瓦历届市长  | 圣伯努瓦历届市长                         | 圣伯努瓦历届市长                   |
| 任期              | 市长                                     | 党派                               |
| ----------------- | ---------------------------------------- | ---------------------------------- |
| 1938年－1946年    | Alexis DE VILLENEUVE 亚历克西·德维勒讷沃 | MRP人民共和运动                    |
| 1946年－1947年    | Léopold YCARD 莱奥波尔·伊卡尔            | 不详                               |
| 1947年－1956年    | Jean DE VILLENEUVE 让·德维勒讷沃         | 不详                               |
| 1956年－1971年    | David MOREAU 达维德·莫罗                 | UNR新共和国联盟 →UDR共和国保卫联盟 |
| 1971年－1977年    | André DUCHEMANN 安德烈·迪什曼            | 不详                               |
| 1977年－1983年    | David MOREAU 达维德·莫罗                 | RPR保衛共和聯盟                    |
| 1983年－1999年    | Jean-Claude FRUTEAU 让-克洛德·弗吕托     | PS社会党                           |
| 1999年－2001年    | Philippe LE CONSTANT 菲利普·勒孔斯唐     | PS社会党                           |
| 2001年－2008年    | Bertho AUDIFAX 贝尔托·奥迪法克斯         | UDF法国民主联盟 →UMP人民运动联盟   |
| 2008年－2020年5月 | Jean-Claude FRUTEAU 让-克洛德·弗吕托     | PS社会党                           |
| 2020年5月－6月    | Herwine Boyer PITOU 埃尔韦娜·布瓦耶·皮图 | PS社会党                           |
| 2020年6月－       | Patrice SELLY 帕特里斯·塞利              | 無黨籍                             |

### 各级选举
| 圣伯努瓦历届投票选举结果 | 圣伯努瓦历届投票选举结果 | 圣伯努瓦历届投票选举结果 | 圣伯努瓦历届投票选举结果 | 圣伯努瓦历届投票选举结果              | 圣伯努瓦历届投票选举结果 | 圣伯努瓦历届投票选举结果 | 圣伯努瓦历届投票选举结果      | 圣伯努瓦历届投票选举结果 | 圣伯努瓦历届投票选举结果 |
| 选举项目                 | 选举范围                 | 选区单位                 | 选区单位内的选举结果     | 选区单位内的选举结果                  | 选区单位内的选举结果     | 选区单位内的选举结果     | 选区单位内的选举结果          | 选区单位内的选举结果     | 参考资料                 |
| 选举项目                 | 选举范围                 | 选区单位                 | 第一轮胜出者             | 第一轮胜出者                          | 支持率                   | 第二轮胜出者             | 第二轮胜出者                  | 支持率                   | 参考资料                 |
| ------------------------ | ------------------------ | ------------------------ | ------------------------ | ------------------------------------- | ------------------------ | ------------------------ | ----------------------------- | ------------------------ | ------------------------ |
| 2017年法國總統選舉       | 法國                     | 市镇                     |                          | 玛丽娜·勒庞                           | 27.29%                   |                          | 埃马纽埃尔·马克龙             | 56.75%                   | [ 24 ]                   |
| 2017年法国立法选举       | 留尼汪第五选区           | 市镇                     |                          | 菲利普·勒孔斯唐                       | 22.49%                   |                          | 让-于格·拉特农                | 56.7%                    | [ 24 ]                   |
| 2019年欧洲议会选举       | 法國                     | 市镇                     |                          | 若尔丹·巴尔代拉                       | 34.85%                   | （不适用）               | （不适用）                    | （不适用）               | [ 26 ]                   |
| 2021年法国省级选举       | 留尼汪                   | 圣伯努瓦第一县           |                          | 索菲·阿尔扎尔 奥古斯坦·卡扎尔         | 38.9%                    |                          | 索菲·阿尔扎尔 奥古斯坦·卡扎尔 | 51.32%                   | [ 27 ]                   |
| 2021年法国省级选举       | 留尼汪                   | 市镇（第一县部分）       |                          | 索菲·阿尔扎尔 奥古斯坦·卡扎尔         | 45.62%                   |                          | 索菲·阿尔扎尔 奥古斯坦·卡扎尔 | 58.38%                   | [ 27 ]                   |
| 2021年法国省级选举       | 留尼汪                   | 圣伯努瓦第二县           |                          | 热拉尔迪娜·布勒瓦尔 奥利维耶·里维耶尔 | 44.23%                   |                          | 阿曼迪娜·奥阿罗 布吕诺·罗贝尔 | 52.73%                   | [ 27 ]                   |
| 2021年法国省级选举       | 留尼汪                   | 市镇（第二县部分）       |                          | 阿曼迪娜·奥阿罗 布吕诺·罗贝尔         | 60.32%                   |                          | 阿曼迪娜·奥阿罗 布吕诺·罗贝尔 | 67.58%                   | [ 27 ]                   |
| 2021年法国大区选举       | 留尼汪                   | 市镇                     |                          | 埃丽卡·巴雷奇                         | 35.72%                   |                          | 于盖特·贝洛                   | 53.62%                   | [ 28 ]                   |
| 2022年法国总统选举       | 法國                     | 市镇                     |                          | 让-吕克·梅朗雄                        | 37%                      |                          | 玛丽娜·勒庞                   | 64%                      | [ 24 ]                   |
| 2022年法国立法选举       | 留尼汪第五选区           | 市镇                     |                          | 里德瓦娜·伊萨                         | 35.21%                   |                          | 让-于格·拉特农                | 54.54%                   | [ 24 ]                   |

## 人口
2021年，圣伯努瓦市镇人口数量为37,023，在法国排名第212位。其中男性17,909人，女性19,085人，75岁及以上人口占4.2%，外籍人口数量为286人，人口密度为161人/平方公里，当地居民被称为（男性）或（女性）。2022年，圣伯努瓦境内出生713人，死亡人口255人。

## 经济
圣伯努瓦是留尼汪的一个区域性中心城市。截至2024年2月，圣伯努瓦市镇范围内共有各类用人单位（包含自雇）4,617家，平均历史为15年，其中99.43%为中小型企业（PME），2023年12月至2024年2月间，当地的经济活力指数为0.28%。（房屋租赁）、（五金销售）及（酒精饮料）是当地2021年营业额最高的三个企业，分别为28,656,129欧元、27,487,272欧元和16,559,925欧元。

## 财政与居民收入
2022年，圣伯努瓦的财政收入总额为65,329,800欧元，财政支出总额为57,368,200欧元，当年的债务总额为31,562,200欧元。2022年，圣伯努瓦市镇通过增值税获得335,630欧元的收入，此外当地还共获得了1,528,590欧元的国家直接财政补助。
| 圣伯努瓦居民收入情况                             | 圣伯努瓦居民收入情况 | 圣伯努瓦居民收入情况  | 圣伯努瓦居民收入情况 |
| 内容                                             | 圣伯努瓦             | 法国                  | 统计年份             |
| ------------------------------------------------ | -------------------- | --------------------- | -------------------- |
| 征税家庭总数                                     | 14,254               | 1,081（法国市镇平均） | 2022年               |
| 居民平均月收入                                   | 1,918欧元            | 2,435欧元             | 2022年               |
| 高级职员人均月收入                               | 3,667欧元            | 4,331欧元             | 2021年               |
| 中级职员人均月收入                               | 2,339欧元            | 2,470欧元             | 2021年               |
| 普通职员人均月收入                               | 1,692欧元            | 1,801欧元             | 2021年               |
| 贫困率                                           | 46%                  | 14.5%                 | 2020年               |
| 青壮年（15至64岁）失业率                         | 35.8%                | 7.4%                  | 2020年               |
| 征税家庭数量占比                                 | 15.4%                | 45.5%                 | 2020年               |
| 家庭年均纳税                                     | 3,171欧元            | 4,393欧元             | 2022年               |
| 资料来源：INSEE、L'Internaute、Le Journal du Net |                      |                       |                      |

## 社会事务

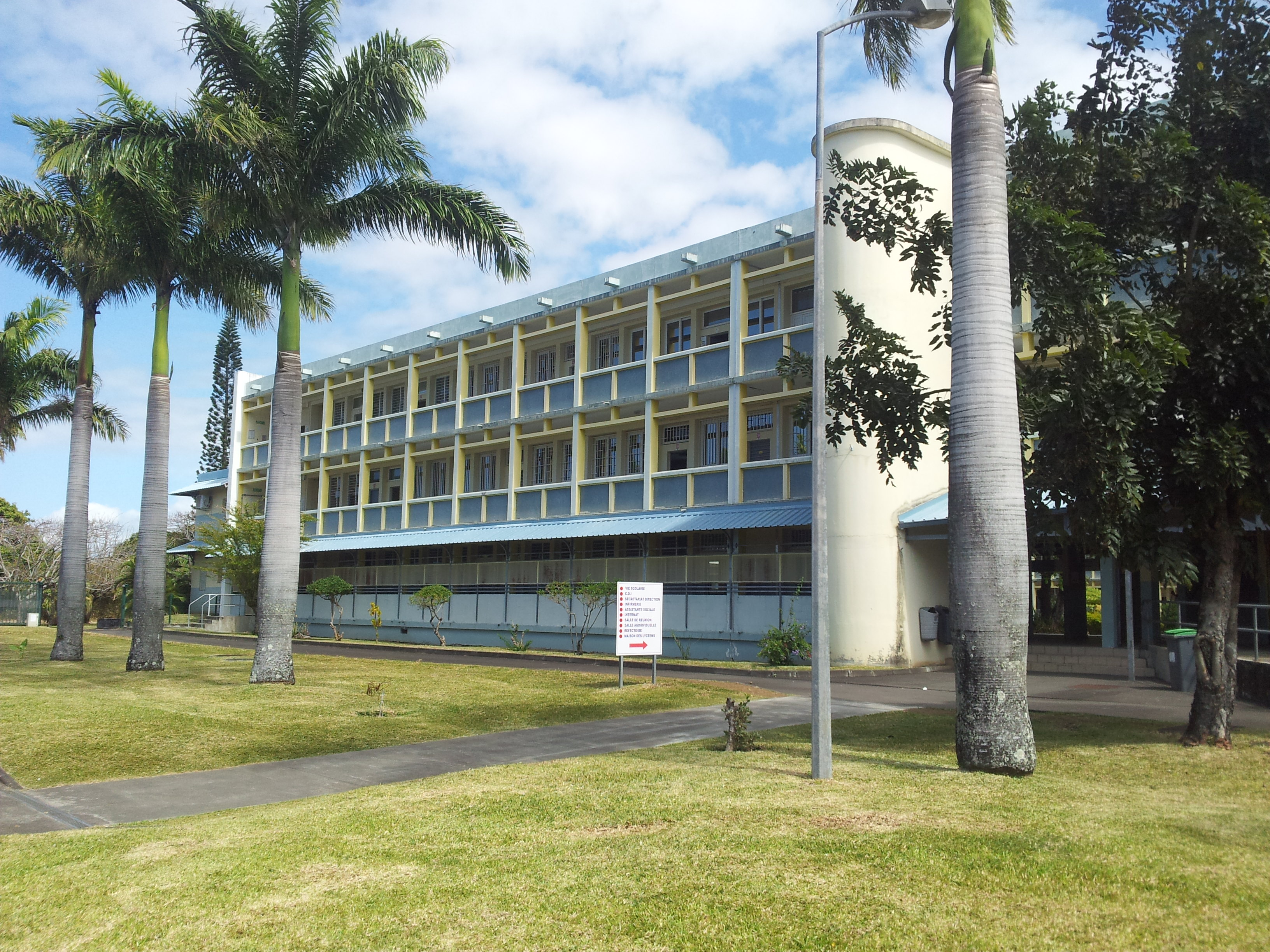
圣伯努瓦境内的一所高级中学

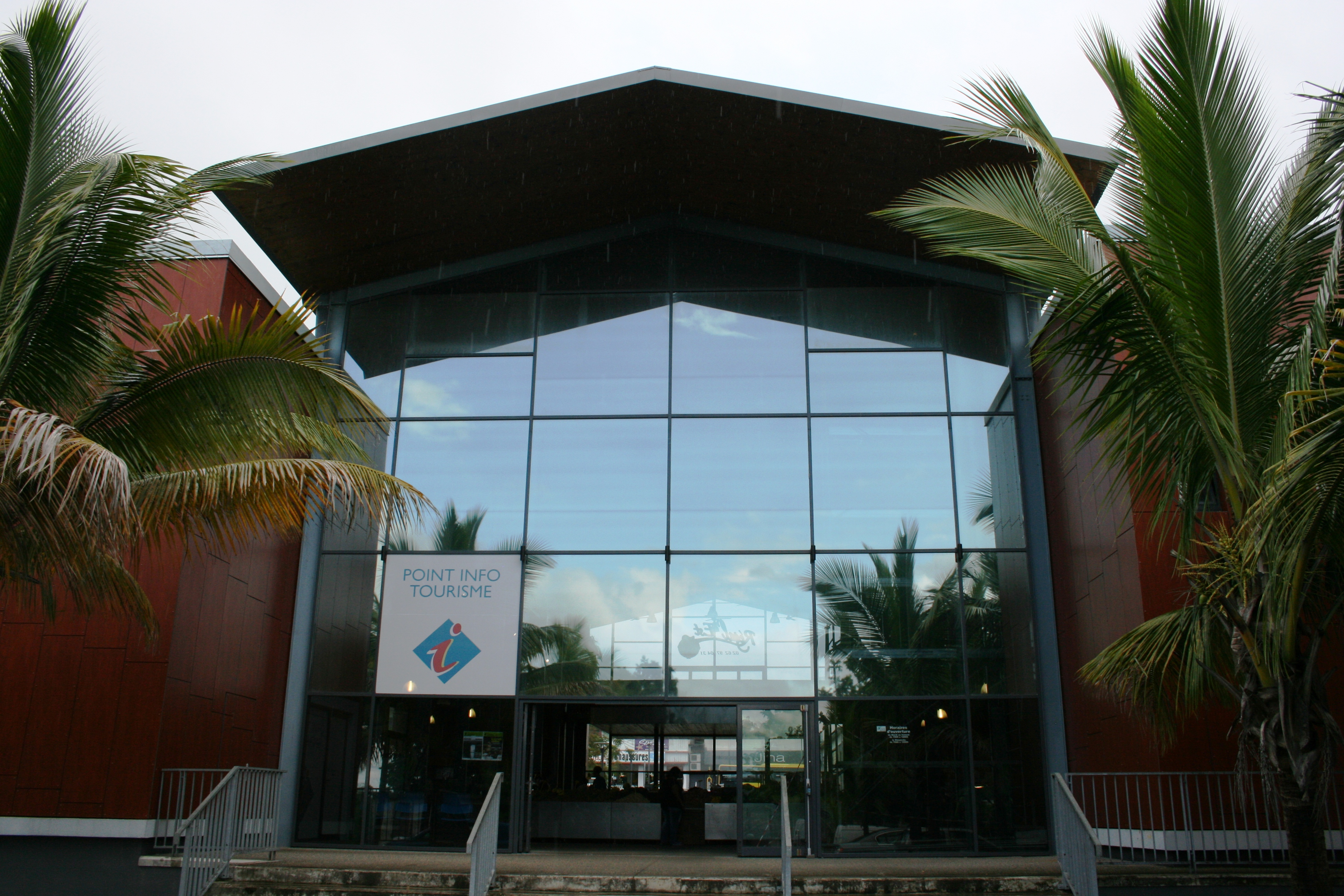
集市大堂

### 教育
圣伯努瓦属于留尼汪学区。截至2021年1月1日，圣伯努瓦境内共有7所幼儿园、19所小学、5所初级中学、3所普通高中和1所职业高中。2021至2022学年度，圣伯努瓦境内共有在校中等教育阶段学生6,128名。
在高等教育方面，圣伯努瓦境内建有一所卫生学校。

### 医疗
截至2022年1月1日，圣伯努瓦境内共有全科医生29名、保健师38名、牙医22名、护士76名、耳科医生1名、皮肤科医生1名、助产士7名、儿科医生1名和妇科医生2名。境内共有药房11家、养老院2家、残疾人帮扶中心3家。
距离圣伯努瓦最近的区域性医疗机构为东留尼汪医疗集团，其主病区医院位于圣伯努瓦市区，该院设有床位243个，是当地规模最大的公立综合性医院。

### 住房
2020年，圣伯努瓦境内共有各类住房16,020套，其中68.7%为独立式住宅，30.6%为集中式住宅。常住房屋占圣伯努瓦市镇范围内居民建筑总量的86.7%。
在住房保障政策方面，2018年，圣伯努瓦境内共有6,087户家庭获得了住房经济补助，受益人数占总人口数量的16.4%，其中5,627份为房租补助。

### 商业
2021年，圣伯努瓦境内共有各类实体商铺616家，其中餐厅132家、大型超市8家、杂货店33家、面包房22家、肉铺8家、书店1家、装饰品店7家、银行门店7家、美容美发店26家、汽车维修店45家。圣伯努瓦镇中心建有家乐福、E.Leclerc、Leader Price等购物超市。

### 体育
2021年，圣伯努瓦境内共有2家游泳池、5间体育馆、2座综合体育场、8处网球场、1处马术场、18处足球或橄榄球场以及4处篮球或排球场。
截至2024年2月，圣伯努瓦境内共有家注册足球俱乐部。埃韦谢运动联盟（A.S Evêché，编号554081）是当地的代表性足球队之一，其主队2023至2024赛季参加留尼汪足球联赛乙组，其主场为让·阿拉纳球场。

### 环境
圣伯努瓦的环境事务由其所属的东留尼汪市际城市圈公共社区联合各级政府协调负责。2021年，圣伯努瓦境内共有2家污染企业。

### 治安
2021年，圣伯努瓦市镇范围内共有2处宪兵队。
圣伯努瓦国家宪兵队（zone gendarmerie de Saint-Benoît）的管辖范围共包括7个市镇。2020年，该宪兵队累计记录各类案件3,641起，其中盗窃类案件1,200起，经济类案件300起，毒品交易类案件352起。

## 文化

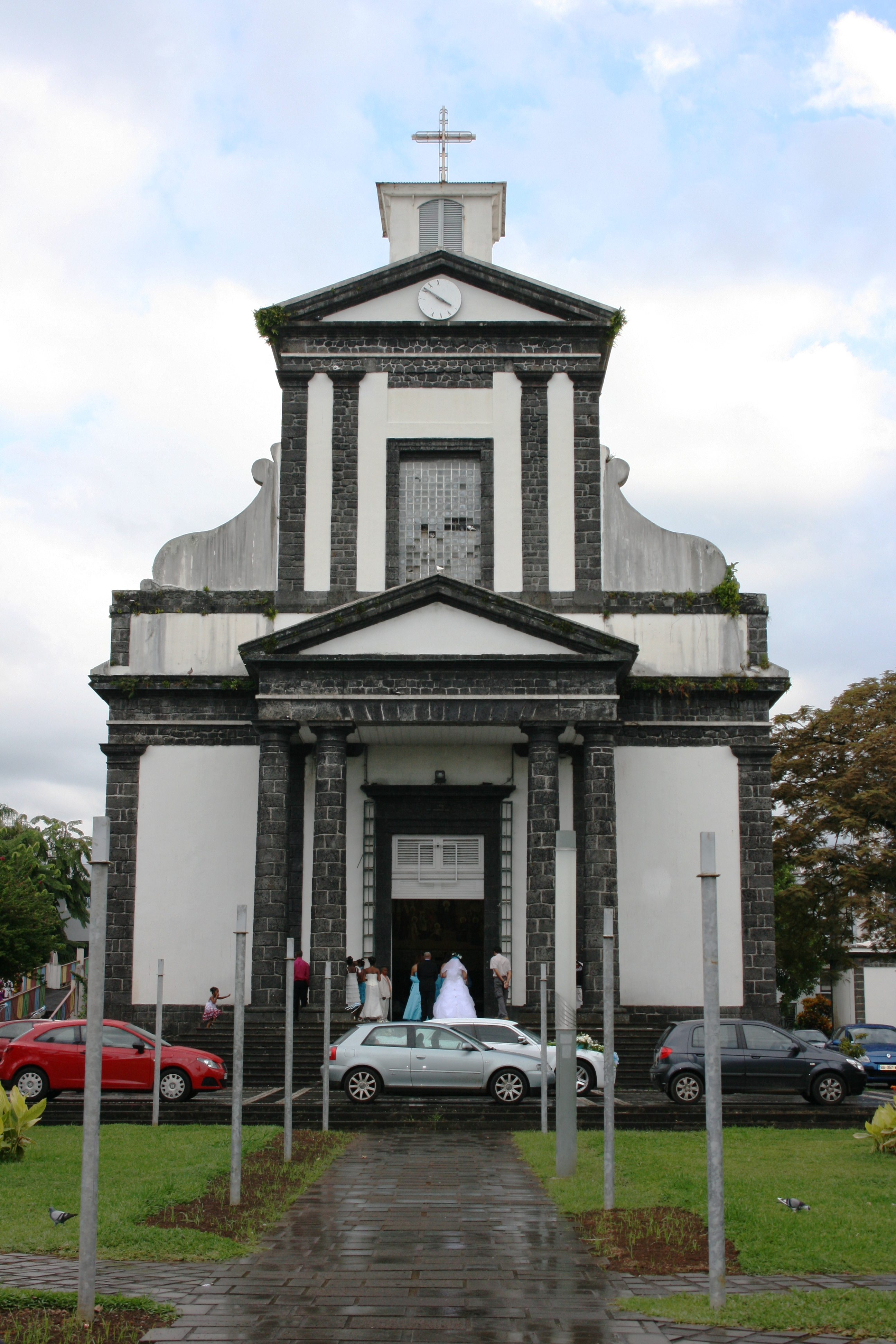
圣伯努瓦教堂

2021年，圣伯努瓦境内共有1家剧场和1家电影院。圣伯努瓦境内建有三处多媒体中心（Médiathèque），每周二至六向公众开放。

### 建筑
圣伯努瓦境内有多处历史建筑，其中圣伯努瓦教堂、圣安娜教堂等为法国国家文物保护单位。

### 旅游
圣伯努瓦的旅游事务由其所属的东留尼汪市际城市圈公共社区联合各级政府协调负责。2023年，圣伯努瓦境内共有1家酒店共计12间房间。

### 媒体
法国主要的媒体均可在圣伯努瓦接收，法国新闻广播电台第一频道（法属海外领地频道）在部分时段播出圣伯努瓦及其所在留尼汪的地方新闻。

## 相关人物
法国植物学家约瑟夫·于贝尔和作家达尼埃尔·奥诺雷出生于圣伯努瓦。

## 友好城市
截至2024年2月，圣伯努瓦共与两座城市建立了友好城市关系：
- 模里西斯 卡特勒博尔纳
- 马达加斯加 安巴拉沃